# Onze-Lieve-Vrouw-Troosteres-der-Bedruktenkerk (Tienray)

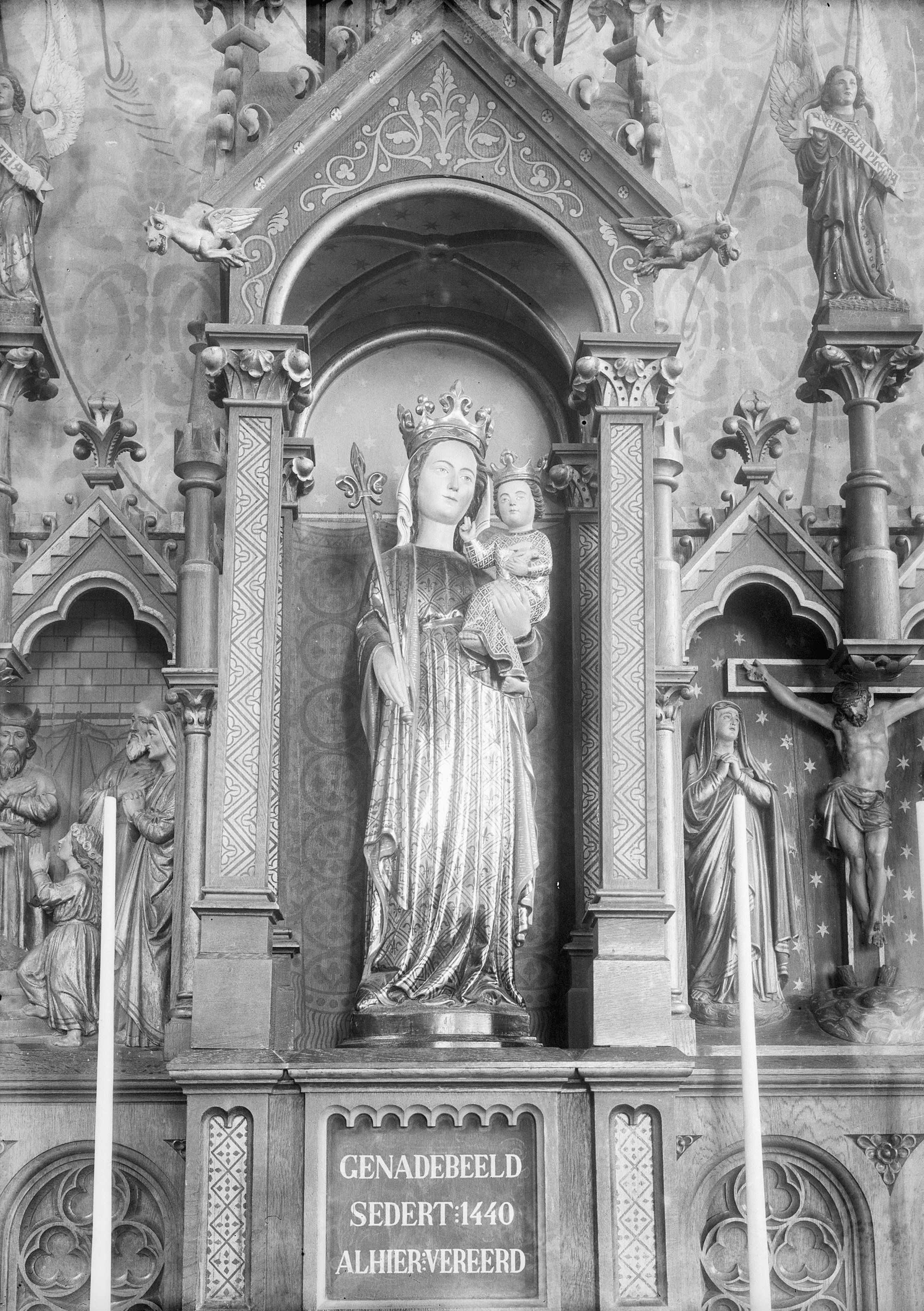
Genadebeeld van Maria

De Onze-Lieve-Vrouw-Troosteres-der-Bedruktenkerk is de parochiekerk van bedevaartsoord Tienray.

## Geschiedenis
Bij opgravingen in 1944 kwamen restanten van een kleine kapel aan het licht. Deze kapel werd rond de 13e eeuw gebouwd en had een afmeting van 2 × 7,5 meter. Later werd de kapel vergroot en was de afmeting 5,5 × 14,5 m. De kapel werd diverse malen door vandalen verwoest: in 1581, 1601, 1617, 1629 en 1635.
In 1874 wilde de toenmalige Pastoor Maessen, Onze-Lieve-Vrouw-van-Lourdes vereren. De paus verleende toestemming om van Tienray bedevaartsoord Klein Lourdes te maken. De kapel werd hiervoor te klein en werd afgebroken. In 1877 werd een nieuw grotere kerk gebouwd naar ontwerp van Johannes Kayser. Het gebouw met de afmetingen van 18,5 × 33,5 m, was eigenlijk veel te groot voor het kleine dorp, maar voor de vele pelgrims was het de gewenste grootte. Rond de kerk werd een processiepark aangelegd met kruiswegstaties ten behoeve van de duizenden pelgrims die jaarlijks Tienray bezochten.
In 1912 werd een biechthal aan het gebouw toegevoegd.
In 1944 werd het gehele gebouw door de Duitsers verwoest. In de schuur van Hotel Wijnhoven werd de noodkerk gevestigd, die later als parochiehuis ging fungeren.
In 1946 werd architect Martien van Beek aangezocht om de nieuwe kerk te ontwerpen. De kerk werd gebouwd in 1950, de toren in 1953.

## Lourdesgrot
In 1885 werd eerste Lourdesgrot in de kerk gebouwd. Deze ging echter bij de verwoesting verloren. In de nieuwe kerk werd in 1950 een abstracte grot gebouwd. De inwoners vonden deze moderne grot niet mooi, en verlangden naar de natuurlijke grot uit de oude kerk. Na een inzamelingsactie in 1982 werd een nieuwe natuurlijke grot in de kerk gebouwd, naar ontwerp van Piet Cruysberg.